# 功夫梦
《功夫梦》（英語：The Karate Kid），2010年美國、中國大陸及香港合拍的武打劇情片，由威尔·史密斯购得版权并改编自1984年电影《小子難纏》。由哈罗德·兹瓦特执导，威尔·史密斯的儿子贾登·史密斯主演，主要场景是在北京拍摄。该片于2010年6月11日在美国首映，上映第一周斩获5千5百万美元，成为当周票房冠军。中国大陸于6月22日上映首周票房2500万人民币。

## 劇情
描述一個從美國底特律和他母親移民到中國的12歲男孩德瑞·帕克（贾登·史密斯飾）因為語言不通，適應不良，人生地不熟，而遭到数名习武男生的欺負，他和這裡不可能成為夥伴的夥伴，本身職業是資深的維修工，同時也是一位傑出的功夫大師韓先生（成龍飾）向他學習他的獨門功夫以使得自己可以自我防衛。

## 刪減片段
德瑞在功夫大賽獲勝之後，打算以自己極端的作風處罰自己的學生的李師傅被韓先生阻止，因於惱羞成怒與其發生了衝突。對打過後，李師傅被擊倒在地，而打算繼續攻擊的韓先生因為在氣頭上說出背離自己武德的話，最後被德瑞說服，離開賽場前，李師傅被帕克太太賞了一拳。

## 评价
爛番茄新鮮度在205則評論上是65%，評分6.2/10。
本片在台灣沒有任何上映信息，這也是好萊塢電影歷史中罕見在全球各國上映唯獨台灣沒有上映的電影，原因不明。

## 演員
| 演員          | 角色                                |
| ------------- | ----------------------------------- |
| 贾登·史密斯   | 德瑞∙帕克（Dre Parker）             |
| 成龙          | 韩先生（Mr. Han）                   |
| 塔拉吉·P·汉森 | 雪莉∙帕克（Sherry Parker）          |
| 韩雯雯        | 美莹（Meiying）                     |
| 王振威        | 陆伟程（Cheng） 本片前与中期大反派  |
| 于荣光        | 李师傅（Master Li） 本片超级大反派  |
| 武振素        | 美莹父亲（Meiying's Dad）           |
| 王志恒        | 美莹母亲（Meiying's Mom）           |
| 卢克·卡百瑞   | 哈里（Harry）                       |
| 王姬          | 博太太（Mrs. Po）                   |
| 吕世佳        | 梁子浩（Liang） 本片前与中期大反派  |
| 赵毅          | 秦壮壮（Zhuang） 本片前与中期大反派 |

## 配音工作人員
康巴语版
- 总监制：柳耀辉
- 监制：杨俊祥
- 译审：肖俊西
- 译制监制：伍金曲批
- 监审：邓春、尕尔科
- 审片：仁珍翁姆
- 译制导演：成林普措、曲扎
- 剧本翻译：旦珠曲措
- 配音：泽翁、扎腰、杨康英、根秋普措、西绕、称多、曲扎、成林普错、白玛
- 录音：成林普措、曲扎
- 后期合成：成林普措
- 字幕：成林普措
- 技术监制：张程、王和平
- 承制：成都热巴艺术文化传播有限公司
- 四川省广播影视少数民族语言译制播出中心
（康巴卫视频道）出品
2013年04月

## 類似電影
- 《小子難纏》三部曲
- 《功夫之王》